# Knockoneill

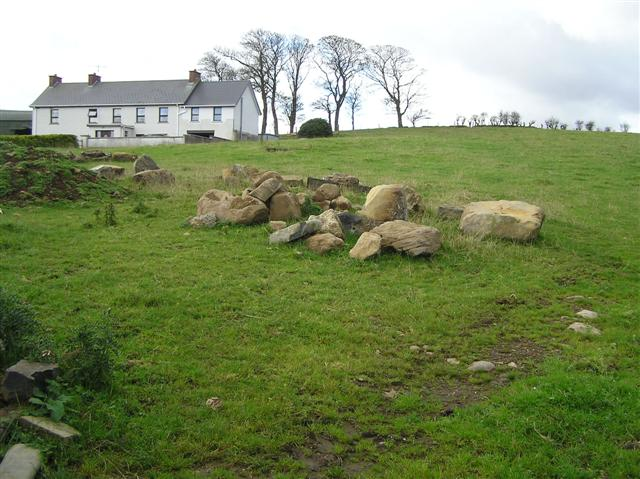
Knockoneill Cairn

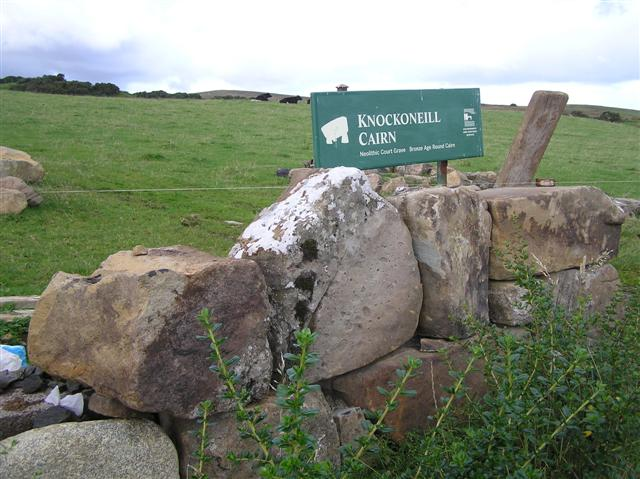
Knockoneill Cairn

Die Grabanlage von Knockoneill (irisch Cnoc Uí Néill – dt.: Hügel des Ó Néill – auch Tamnybrack genannt) ist ein Court Tomb und liegt vier Kilometer nordwestlich von Swatragh unweit der Knockoneill Road, auf einem Hügel über der River Bann im County Londonderry in Nordirland.

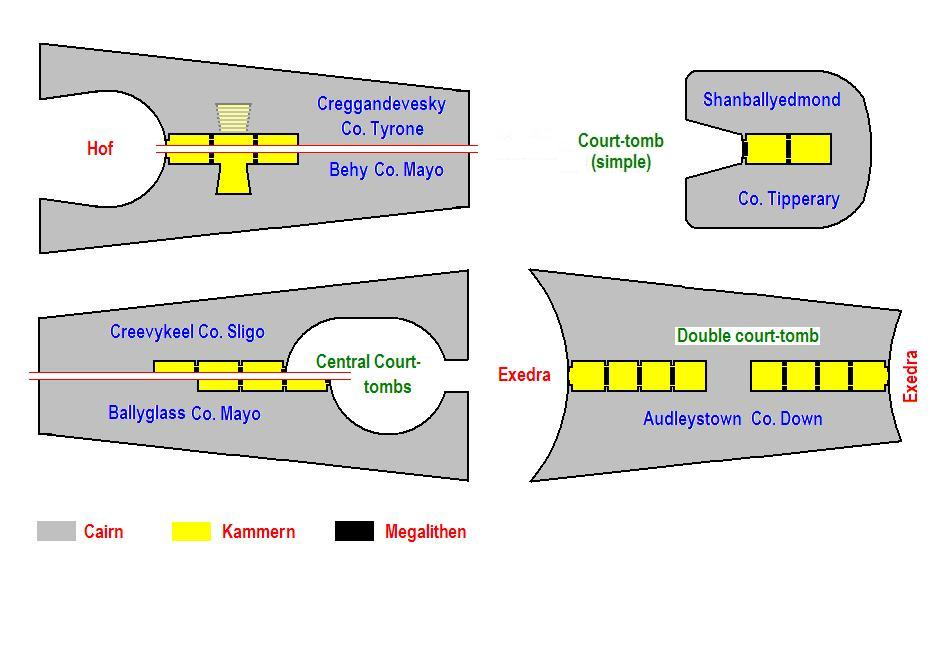
Formen von Court Tombs

## Beschreibung
Es scheint durch eine Verdoppelung der Eingangspfosten in ein Wedge Tomb umgewandelt worden zu sein. Beim Umbau wurde eine kleine Vor- oder Säulenhalle geschaffen, die kein Standardbestandteil von Court Tombs ist. Diese Interpretation wurde durch die Entdeckung von Scherben eines unverzierten Glockenbechers an der Südseite der Fassade des Vorhofs gestützt. Court Tombs gehören zu den megalithischen Kammergräbern (englisch chambered tombs) der Insel. Sie werden mit etwa 400 Exemplaren nahezu ausschließlich in Ulster im Norden von Irland beziehungsweise in Nordirland gefunden.
Da das nahegelegene Court Tomb von Tamnyrankin auch ungewöhnlich hohe Seitenpfosten hat, die die Galerie trennen, ist es möglich, dass in diesem Teil Ulsters, wo sich Court und Wedge Tombs überschneiden, eine Art Fusion stattgefunden hat. Die Anfügung einer zweikammerigen Galerie mit einer Säulenhalle am Eingang, die an der Rückseite an die Galerie der Megalithanlage anschließt, gibt dem Argument zusätzlich Gewicht. Dabei ist der Endstein der Hauptgalerie zugleich der letzte Seitenstein der lateralen Galerie. Wenn die Umwandlung von Court Tombs zu den primär in Ulster verbreiteten doppelkammerigen Wedge Tombs anerkannt wird, ergibt sich daraus eine Erklärung der Ursprünge dieser Unterart der Wedge Tombs.
Das Nord-Süd orientierte Court Tomb hat eine Hauptgalerie mit zwei Kammern. Die erste Kammer ist 2,1 m lang und 1,9 m breit. Ein Deckstein liegt über dem Portal, das die Galerie teilt. Die zweite Kammer ist 2,4 m lang und 2,2 m breit. Der erste Raum der Seitengalerie ist 2,7 m lang und 0,8 m breit. Die hintere Kammer ist 2,16 m lang und 1,8 m breit.
Der Hof (englisch court) ist halbkreisförmig mit mehr erhaltenen Orthostaten auf der Nordseite. Die restlichen Randsteine deuten auf einen für Court Tombs typischen trapezoiden Hügel. Rund um die Anlage zeigen Randsteine eine spätere Rundhügeleinfassung an. Auf dem Vorplatz wurden bronzezeitliche Gräber gefunden, daher wird angenommen, dass die Anlage zu dieser Zeit mit einem runden Steinhaufen bedeckt wurde.
Die Anlage stammt aus der irischen Jungsteinzeit (etwa 3000 v. Chr.), in der die meisten Toten verbrannt wurden und ihre Überreste mit den Beigaben in der Galerie platziert wurden. Ausgrabungen fanden 1948, 1977 und zuletzt im Jahr 1984 statt. Sieben Court Tombs finden sich in Derry.
In der Nähe liegt das Court Tomb von Tamnyrankin.